# سولاد
سولاد (به مجاری:  Szólád) یک منطقهٔ مسکونی در مجارستان است که در ناحیه شیوفوک واقع شده‌است. سولاد ۱۹٫۹۸ کیلومتر مربع مساحت و ۴۸۴ نفر جمعیت دارد.